# Das Lied der Deutschen

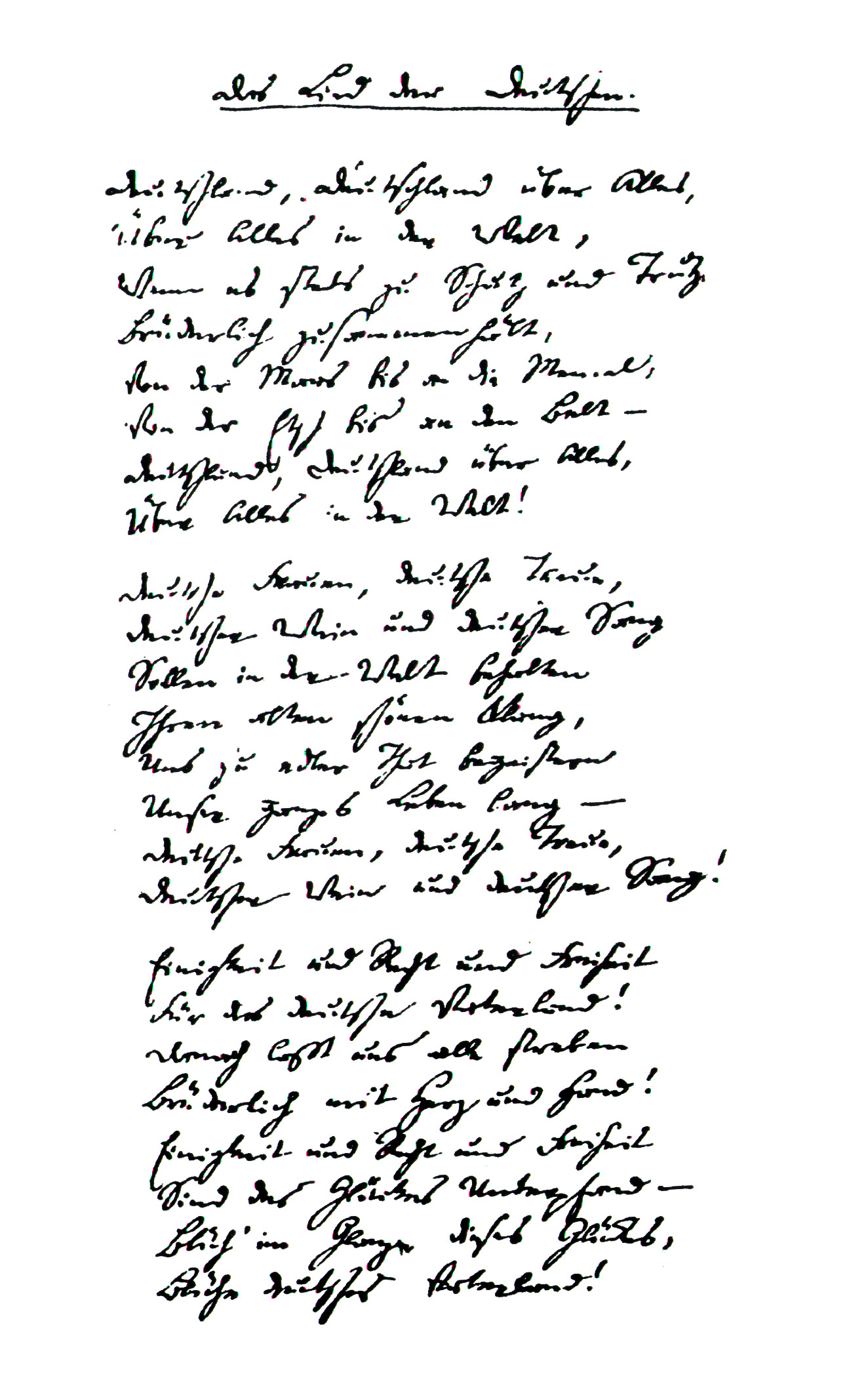
Das Lied der Deutschen: Handschrift aus dem Nachlass Hoffmanns

Das Lied der Deutschen, auch Deutschlandlied genannt, wurde von August Heinrich Hoffmann von Fallersleben am 26. August 1841 auf Helgoland gedichtet. Seine dritte Strophe ist der Text der deutschen Nationalhymne.
Der konkrete Anlass für Hoffmann, das Lied zu verfassen, waren französische Gebietsansprüche auf das Rheinland in der Rheinkrise. Diese Ansprüche wies er mit dem Lied zurück, wie es auch mit anderen deutschen Rheinliedern dieser Zeit geschah. Er ergänzte dies mit weiteren Gedanken, vor allem mit dem der deutschen Einigkeit, die allein die Voraussetzung für Abwehr feindlicher Angriffe jeder Größenordnung bieten könne (erste Strophe). Der Dichter schuf sein Werk ausdrücklich zur Melodie der alten Kaiserhymne Gott erhalte Franz, den Kaiser von Joseph Haydn (1797). Das Lied entstand auf einer Reise Hoffmanns auf die Insel Helgoland, damals britische Kronkolonie. Für lange Zeit war es jedoch nur eines der vielen Lieder der deutschen Nationalbewegung.
Größere Bedeutung erlangte das Lied erst im Ersten Weltkrieg, als die Oberste Heeresleitung (OHL) verlautbaren ließ, es sei bei einem Gefecht in der Nähe des belgischen Ortes Langemarck nördlich von Ypern spontan von deutschen Soldaten angestimmt worden. Die OHL kommentierte die Ereignisse vom 10. November 1914 am folgenden Tag mit einem – offensichtlich propagandistisch formulierten – folgenreichen Bericht, der von fast allen deutschen Zeitungen auf der ersten Seite abgedruckt wurde:

„Westlich Langemarck brachen junge Regimenter unter dem Gesange ‚Deutschland, Deutschland über alles‘ gegen die erste Linie der feindlichen Stellungen vor und nahmen sie. Etwa 2000 Mann französischer Linieninfanterie wurden gefangen genommen und sechs Maschinengewehre erbeutet.“

Dieser Bericht der OHL wurde von großen Teilen der deutschen Öffentlichkeit unkritisch aufgenommen und löste die Entstehung des sogenannten Mythos von Langemarck über den heldenhaften Opfergang junger Soldaten aus. Erst am 10. August 1922, in der Weimarer Republik, wurde das Deutschlandlied mit allen drei Strophen auf Veranlassung des sozialdemokratischen Reichspräsidenten Friedrich Ebert zur offiziellen Nationalhymne Deutschlands bestimmt.
Nach dem verlorenen Ersten Weltkrieg entstand zusätzlich eine „vierte Strophe“, die nie Bestandteil der Nationalhymne war. Sie fand unter anderem Aufnahme in der Weltkriegs-Liedersammlung (1926), im Liederbuch der Deutschen Kriegsmarine (1927) und im Schlesier-Liederbuch (1936). Der als Verfasser genannte Albert Matthäi schrieb diese Strophe unter dem Eindruck der Versailler Friedensverträge, die für Deutschland harte Sanktionen wie Gebietsabtretungen und hohe Reparationszahlungen mit sich brachten. Sie wurde bis in die 1930er Jahre in Frontkämpferverbänden wie dem „Stahlhelm“ und unter Deutschnationalen gesungen.
Zur Zeit des Nationalsozialismus (1933–1945) wurde nur die erste Strophe gesungen, auf die stets das Horst-Wessel-Lied folgte.
Nach dem verlorenen Zweiten Weltkrieg kam es zu Diskussionen über die weitere Verwendung des Liedes, bis 1952 ein offizieller Briefwechsel zwischen Bundespräsident Theodor Heuss (FDP) – der sich zunächst für eine neue Nationalhymne eingesetzt hatte – und Bundeskanzler Konrad Adenauer (CDU) dahingehend entschied, dass Das Lied der Deutschen insgesamt die Nationalhymne blieb, zu offiziellen Anlässen jedoch nur die dritte Strophe gesungen werden solle. 
Nach der Wiedervereinigung wurde 1991 nach einem weiteren Briefwechsel zwischen Bundespräsident Richard von Weizsäcker (CDU) und Bundeskanzler Helmut Kohl (CDU) die dritte Strophe zur Nationalhymne Deutschlands erklärt.

## Text
Das Lied der Deutschen

Deutschland, Deutschland über alles,

Über alles in der Welt,

Wenn es stets zu Schutz und Trutze

Brüderlich zusammenhält,

Von der Maas bis an die Memel,

Von der Etsch bis an den Belt –

Deutschland, Deutschland über alles,

Über alles in der Welt!

Deutsche Frauen, deutsche Treue,

Deutscher Wein und deutscher Sang

Sollen in der Welt behalten

Ihren alten schönen Klang,

Uns zu edler Tat begeistern

Unser ganzes Leben lang –

Deutsche Frauen, deutsche Treue,

Deutscher Wein und deutscher Sang!

Einigkeit und Recht und Freiheit

Für das deutsche Vaterland!

Danach lasst uns alle streben

Brüderlich mit Herz und Hand!

Einigkeit und Recht und Freiheit

Sind des Glückes Unterpfand –

Blüh im Glanze dieses Glückes,

Blühe, deutsches Vaterland!

## Rheinkrise und Rheinlieder
Im Sommer des Jahres 1840 erlitt Frankreich eine außenpolitische Niederlage in der Orientkrise gegen eine Koalition aus Großbritannien, Russland, Österreich und Preußen. Die französische Öffentlichkeit fühlte sich gedemütigt; es war von einem „diplomatischen Waterloo“ die Rede. Die Regierung unter Adolphe Thiers lenkte die wachsende nationale Empörung gegen die Verträge des Wiener Kongresses von 1815 und gegen die benachbarten deutschen Staaten: Anstelle von Eroberungen im Orient wurde nun der Rhein als „natürliche Grenze“ Frankreichs das Ziel. Frankreich hatte in den Revolutionskriegen das gesamte Gebiet links des Rheins eingenommen und dort vier Départements errichtet (Linkes Rheinufer); der Wiener Kongress hatte jedoch 1814 die vorrevolutionäre Grenze wiederhergestellt, so dass der Rhein nur noch im – bereits seit dem 17. Jahrhundert französischen – Elsass die deutsch-französische Grenze bildete, während die weiter nördlich gelegenen linksrheinischen Gebiete nicht zu Frankreich gehörten.
Nun forderte Thiers die gesamten linksrheinischen Gebiete. Man drohte dem Deutschen Bund offiziell und in der Presse monatelang mit Krieg und rüstete militärisch und moralisch auf. Französische Geistesgrößen wie etwa Edgar Quinet und Victor Hugo schlossen sich der Forderung nach der Rheingrenze an. Diese Rheinkrise sorgte für ein Aufleben der deutschen nationalen Bewegung, die zur Verteidigung beider Rheinufer aufrief. In Anlehnung an das Rheinlied von Nikolaus Becker entstanden weitere sogenannte Rheinlieder, wie Die Wacht am Rhein von Max Schneckenburger oder Ernst Moritz Arndts Kriegslied gegen die Wälschen.
In diesem Zusammenhang entstand auch das Lied der Deutschen, dessen Text Hoffmann von Fallersleben 1841 verfasste. Anders als in den Rheinliedern wird im Lied der Deutschen jedoch weder Frankreich noch der Rhein genannt; Hoffmann zählt aber vier andere Gewässer auf, die den damaligen deutschen Sprachraum umreißen.
In einer Persiflage aus nationalistischer Sicht tauchte 1922 dann hingegen der Rhein auf:
„Alles, alles über Deutschland.
Feinde ringsum in der Welt,
Weil es nicht zum Schutz und Trutze
Brüderlich zusammenhält.
Welsch der Rhein, die Weichsel polnisch,
Nicht mehr deutsch das deutsche Meer,
Sklavenketten trägt Germania
Schmachvoll ohne Wehr und Ehr.
[…]“

## Hintergrund zu einzelnen Passagen

### „Deutschland über alles“
Die vielzitierte Anfangszeile „Deutschland, Deutschland über alles“ fordert dazu auf, die Einheit Deutschlands höher zu schätzen als die Fürsten der zahlreichen Einzelstaaten des Deutschen Bundes. Da diese bei einer tatsächlichen Einigung Deutschlands an den Rand gerückt würden, ist die Zeile ein Beleg für den Liberalismus des Verfassers. Später galt diese Formulierung allerdings als Symbol deutschen Großmachtwahns.

### „Zu Schutz und Trutze“
Der französische Philosoph Alfred Fouillée übersetzte 1903 die dritte Zeile der ersten Strophe inkorrekt mit pour se défendre et attaquer („um sich zu verteidigen und anzugreifen“), womit er dem Lied eine teilweise aggressive Haltung unterstellte. Tatsächlich kann die von Hoffmann von Fallersleben benutzte Reimformel Schutz und Trutz auch rein defensiv verstanden werden, insofern der Begriff Trutz schlicht „Gegenwehr“ oder „Widerstand“ bedeutet. Der Musiker Hellmuth von Ulmann machte 1984 darauf aufmerksam, dass die dritte und die vierte Zeile syntaktisch den Bedingungssatz zur ersten und zweiten Zeile darstellen: Insgesamt gehe es nicht um Höherwertigkeit oder Großmachtstreben, sondern um „Unüberwindlichkeit im brüderlichen Zusammenstehen in der Verteidigung“. Schutz und Trutz seien somit rein defensiv zu verstehen.

### Rechtsstaatlichkeit
In der Zeit des Vormärz (ca. 1830 bis zur Märzrevolution 1848) waren die nationale Einigung und der Wunsch nach Überwindung der Fürstenherrschaft, nach Volkssouveränität, politischer Freiheit und Selbstbestimmung Ziele der liberalen Opposition. Daher werden in der dritten Strophe die Freiheit und Brüderlichkeit der Deutschen und das Recht im Sinne der Rechtsstaatlichkeit beschworen.

### Grenzen

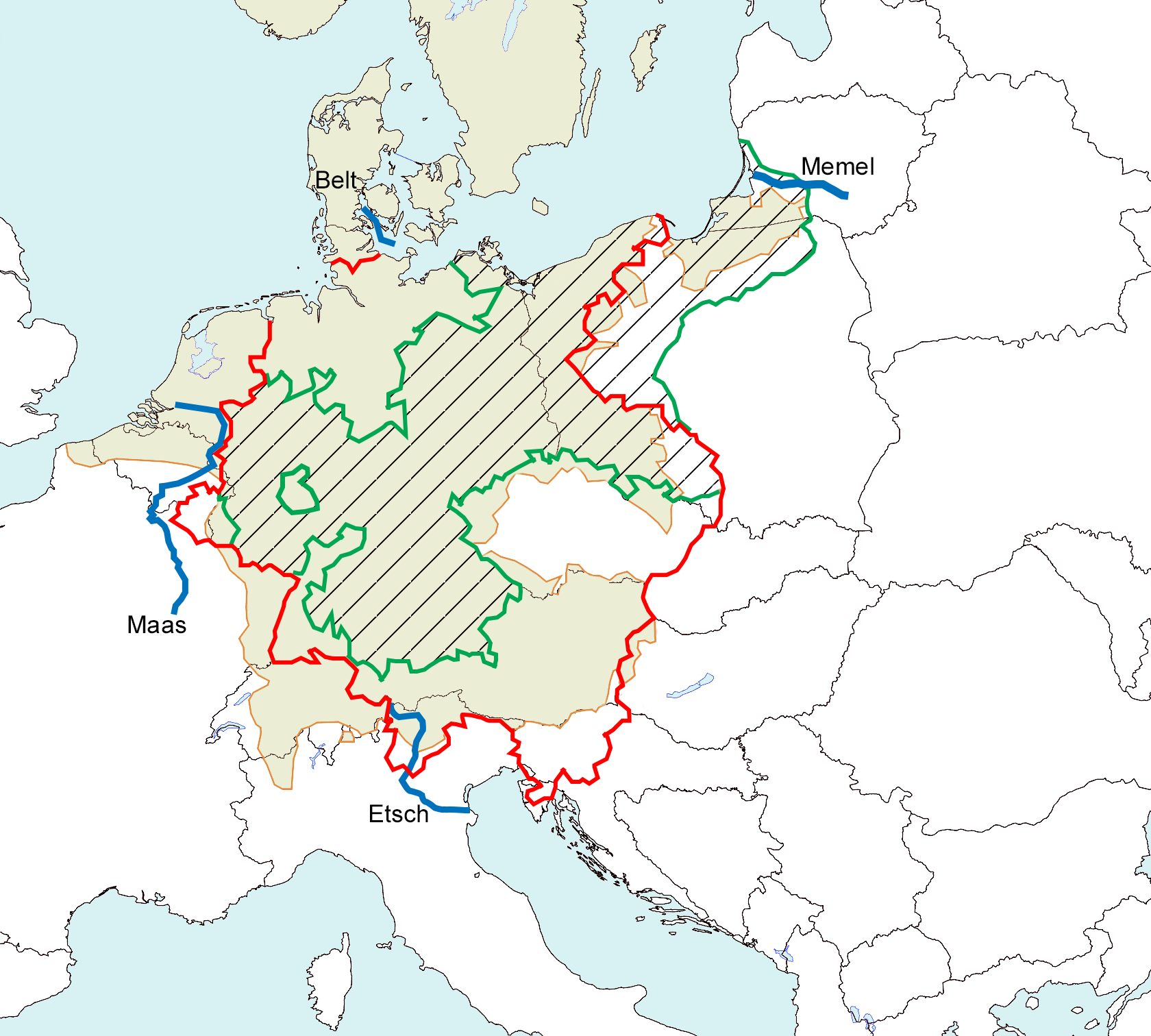
Deutscher Sprachraum (im zeitgenössischen Verständnis) und politische Grenzen im Vergleich mit den geographischen Textstellen:
Das deutsche Sprachgebiet nach Karl Bernhardi (1843)
Grenzen des Deutschen Bundes um 1815
Grenzen des Deutschen Zollvereins um 1834

Das besungene Deutschland wird durch den Vers „Von der Maas bis an die Memel, von der Etsch bis an den Belt“ geographisch umgrenzt. Mit der Auswahl ein- und zweisilbiger Gewässernamen, entsprechend dem Versmaß, sowie mit der zusätzlichen Alliteration „Maas – Memel“ ist Hoffmann von Fallersleben eine besonders einprägsame Formulierung geglückt.
Von den genannten vier Gewässern (drei Flüsse und eine Meerenge) markierten zwei auch die damaligen Grenzen des Deutschen Bundes:
- die Maas durchfloss das Herzogtum Limburg, das von 1839 bis 1866 (mit Ausnahme von Maastricht und Venlo) zum Deutschen Bund gehörte;
- die Etsch fließt durch Südtirol in Richtung Adria, auf kompletter Länge im damaligen Kaisertum Österreich.

Die beiden anderen Gewässer begrenzten Territorien, die damals nicht zum Deutschen Bund gehörten, aber von der deutschen Nationalbewegung aufgrund der dortigen deutschsprachigen Bevölkerung als Teil des zu schaffenden Deutschlands betrachtet wurden:
- der (Kleine) Belt, eine Meeresenge, liegt auf Höhe der damaligen, seit dem Vertrag von Ripen 1460 bestehenden Nordgrenze des Herzogtums Schleswig;
- die Memel lag etwas südlich der 1422 im Frieden vom Melnosee festgelegten Nordgrenze Ostpreußens. Die drei östlichen preußischen Provinzen (Ost- und Westpreußen sowie Posen) gehörten die meiste Zeit nicht zum Deutschen Bund, aber wie ganz Preußen zum Deutschen Zollverein.

Keine dieser natürlichen Grenzen bildete eine klare ethnische oder sprachliche Grenze. Das Herzogtum Schleswig war sowohl von Deutschen als auch von Dänen bewohnt, wobei die Dänen in der Nähe der Meerenge eine deutliche Mehrheit bildeten. Um die Etsch herum gab es eine Mischung aus Sprechern des Deutschen, des Venetischen und des Galloitalischen, und das Gebiet um die Memel war nicht homogen deutsch, sondern beherbergte auch preußische Litauer. Im Herzogtum Limburg, das nominell aufgrund der politischen Folgen der Belgischen Revolution 28 Jahre lang Teil des Deutschen Bundes war, wurde Deutsch nur als Fremdsprache gesprochen. 
Dennoch war solch nationalistische Rhetorik im öffentlichen Diskurs des 19. Jahrhunderts relativ häufig. Zum Beispiel bezeichnet Georg Herwegh in seinem Gedicht Die deutsche Flotte (1841) die Deutschen als das Volk „zwischen dem Po und dem Sund“, und 1832 erklärte Philipp Jakob Siebenpfeiffer, ein bekannter Journalist, auf dem Hambacher Fest, dass er alle „zwischen den Alpen und der Nordsee“ als Deutschtum (die ethnische und geistige deutsche Gemeinschaft) betrachtete.
Die Staatsgrenzen der Bundesrepublik stimmen seit den Vereinbarungen im 1990 geschlossenen deutsch-polnischen Grenzvertrag mit Wirkung zum 16. Januar 1992 auch völkerrechtlich und endgültig an keiner Stelle mit den geographischen Angaben des Liedes überein; die Maas fließt aber streckenweise nur wenige Kilometer westlich der deutsch-niederländischen Grenze. Nordschleswig wurde 1920 abgetreten, die deutsche Minderheit macht dort heute etwa 6 % der Bevölkerung aus. Südtirol fiel nach dem Ersten Weltkrieg an Italien und wurde zur heutigen „Autonome[n] Provinz Bozen – Südtirol“; in der italienischen Bezeichnung heißt es statt „Südtirol“ Provincia autonoma di Bolzano – Alto Adige; Deutsch ist inzwischen wieder Amtssprache – neben Italienisch und Ladinisch, in welchem der Name der autonomen Provinz wie im Deutschen den Zusatz „Südtirol“ trägt: Provinzia Autonoma de Balsan/Bulsan – Südtirol. 
Mit dem Einfall, die Grenzen Deutschlands im Lied durch den Verlauf von Flüssen zu paraphrasieren, griff Hoffmann von Fallersleben auf eine Idee Walthers von der Vogelweide zurück, der – wahrscheinlich im Jahr 1198 oder kurz danach – in seinem Ir sult sprechen willekomen formuliert hatte:
| Ich hân lande vil gesehen unde nam der besten gerne war. […] tiuschiu zuht gât vor in allen. Von der Elbe unz an den Rîn und her wider unz an Ungerlant mugen wol die besten sîn, die ich in der werlte hân erkant. | Ich habe viele Länder gesehen und wollte immer die Besten kennenlernen. […] Deutsche Art und Bildung übertrifft alle anderen. Von der Elbe bis an den Rhein und dann wieder bis an die Grenze zu Ungarn da leben gewiss die Besten, die ich in der ganzen Welt gefunden habe. |

In seiner Kinderhymne (Anmut sparet nicht noch Mühe), die Bertolt Brecht 1950 anlässlich der ins Auge gefassten Wiedereinführung des Liedes der Deutschen als Nationalhymne der Bundesrepublik als bewussten Gegenentwurf dichtete, aktualisierte er den geografischen Bezug mit den Versen „Von der See bis zu den Alpen / Von der Oder bis zum Rhein“. Entsprechend dem damals auch in der DDR erhobenen gesamtdeutschen Vertretungsanspruch bezog sich diese Abgrenzung auf jene im Ergebnis des Zweiten Weltkriegs entstandenen Grenzen, die im Wesentlichen mit denen der Bundesrepublik seit 1990 identisch sind.

### Zweite Strophe
Auch für die zweite Strophe ließ sich Hoffmann von Fallersleben vom Preislied Ir sult sprechen willekomen des Walther von der Vogelweide inspirieren. In einem Brief vom 27. August 1841 an seine unerfüllte Jugendliebe Henriette von Schwachenberg aus Westfalen schrieb er:

„Daß ich, als ich ‚Deutsche Frauen‘ schrieb, in erster Linie Ihrer gedachte, ist kaum der Erwähnung wert. Wie mein Erstlingswerk widme ich nach genau 20 Jahren auch mein Deutschland-Lied Ihnen.“

### „Einigkeit“

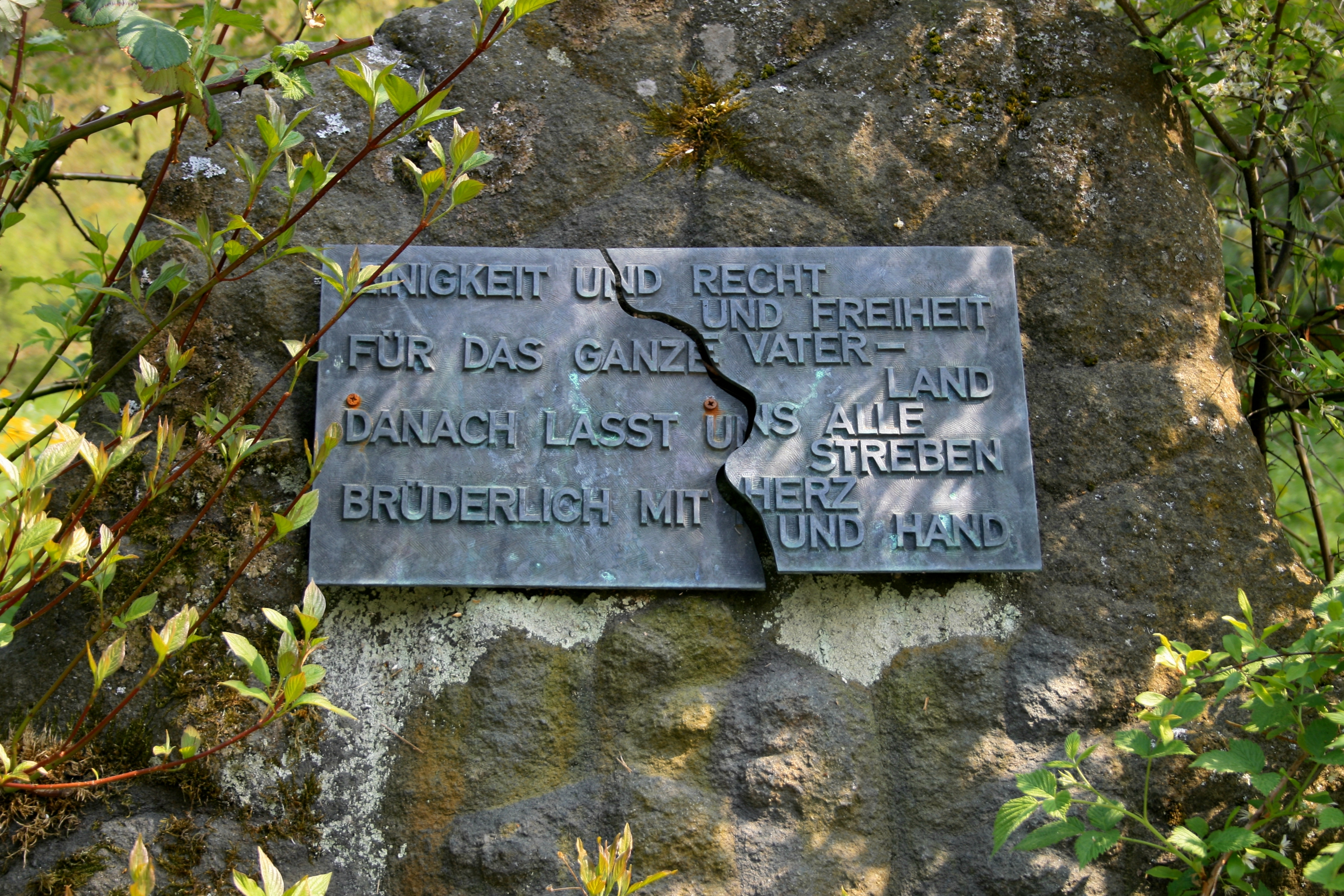
Die deutsche Teilung symbolisierende Gedenktafel in Biedenkopf/Lahn

Schon im Juni 1841 nahm Hoffmann von Fallersleben in seinem in den Unpolitischen Liedern veröffentlichten Gedicht Eins und Alles Bezug auf den Gedanken eines geeinten Deutschland jenseits der Einzelinteressen von Fürsten:
Deutschland erst in sich vereint!

Auf! wir wollen uns verbinden,

Und wir können jeden Feind

Treuverbunden überwinden.
Die „Einigkeit“ in der dritten Strophe ist vermutlich von den Worten des sterbenden Attinghausen in Schillers Wilhelm Tell („Seid einig – einig – einig“) und von Johann Gottfried Seumes Gedicht An das deutsche Volk beeinflusst („[…] Hass und Spaltung herrscht in unsern Stämmen, Einheit nur kann das Verderben hemmen […]“).

## Textvariante in der dritten Strophe
Das Lied der Deutschen ist unter anderem von seinem Autor auch als Trinklied verstanden worden, was den Lobgesang auf deutschen Wein, deutsche Frauen und deutschen Sang in der zweiten Strophe erklärt. Der Autor hat in seiner eigenen Niederschrift als Alternative zu
Blüh’ im Glanze dieses Glückes, blühe, deutsches Vaterland!
auch den Trinkspruch
Stoßet an und ruft einstimmig: Hoch das deutsche Vaterland!
vorgesehen.

## Melodie

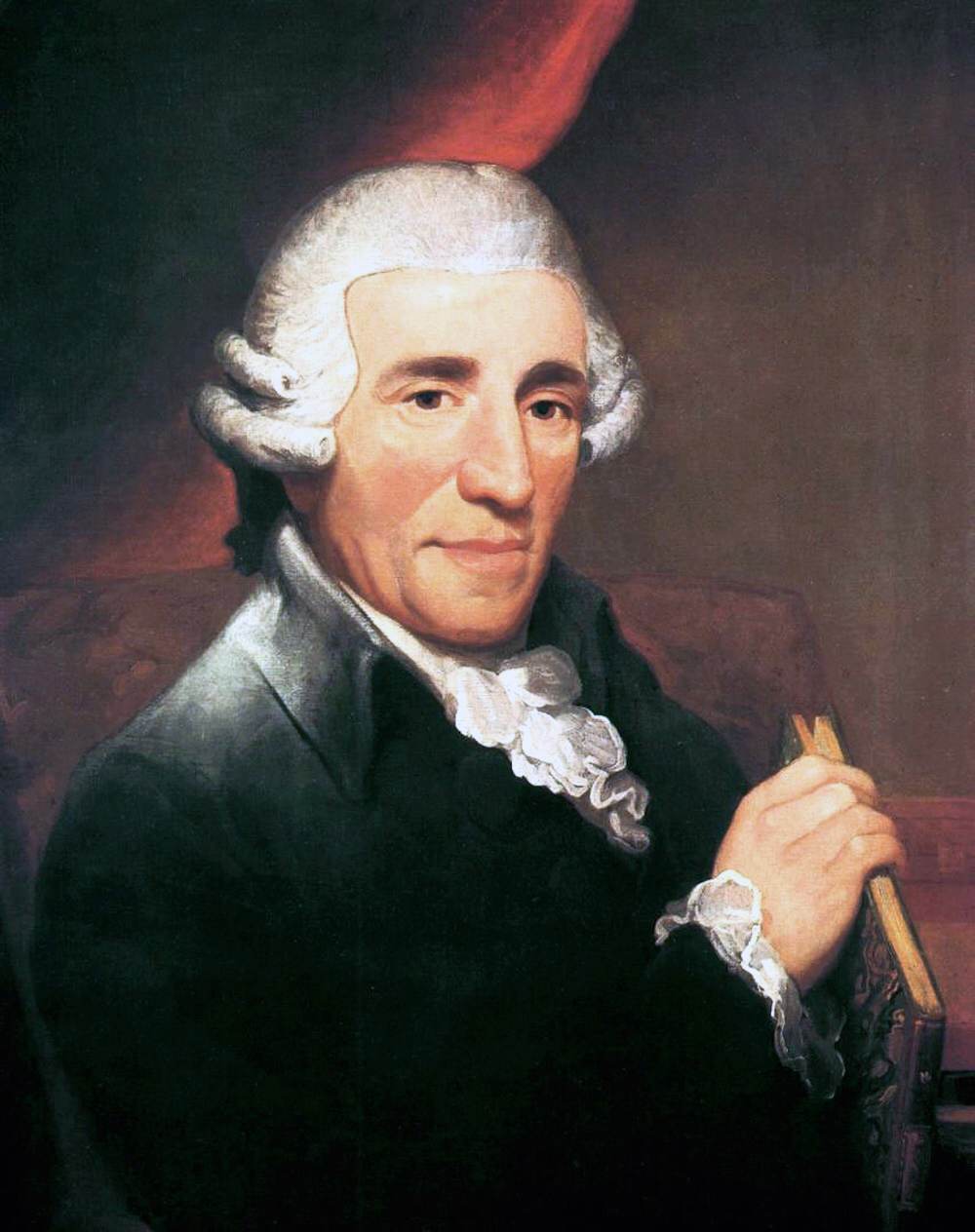
Joseph Haydn

Das Lied der Deutschen wurde seit seiner Entstehung meist nach der von Joseph Haydn zu Worten von Lorenz Leopold Haschka für Kaiser Franz II. komponierten Hymne Gott erhalte Franz, den Kaiser gesungen.
In den ersten Jahrzehnten nach 1841 entstanden noch 58 weitere Vertonungen des Textes. Haydn ließ sich möglicherweise von dem kroatischen Volkslied Vjutro rano se ja stanem inspirieren, mit dessen ersten drei Takten die Hymne beginnt. Erstmals aufgeführt wurde sie am 12. Februar 1797 im Wiener Burgtheater anlässlich des 29. Geburtstags Franz’ II. (des späteren Doppelkaisers Franz I.). Nachdem dieser als Kaiser von Österreich 1804 das Kaisertum Österreich gegründet hatte, war sie bis 1918 die Melodie der österreichischen Kaiserhymne, deren Text jeweils an den herrschenden Kaiser angepasst wurde.

## Geschichte

### Bericht Hoffmanns zur Entstehung

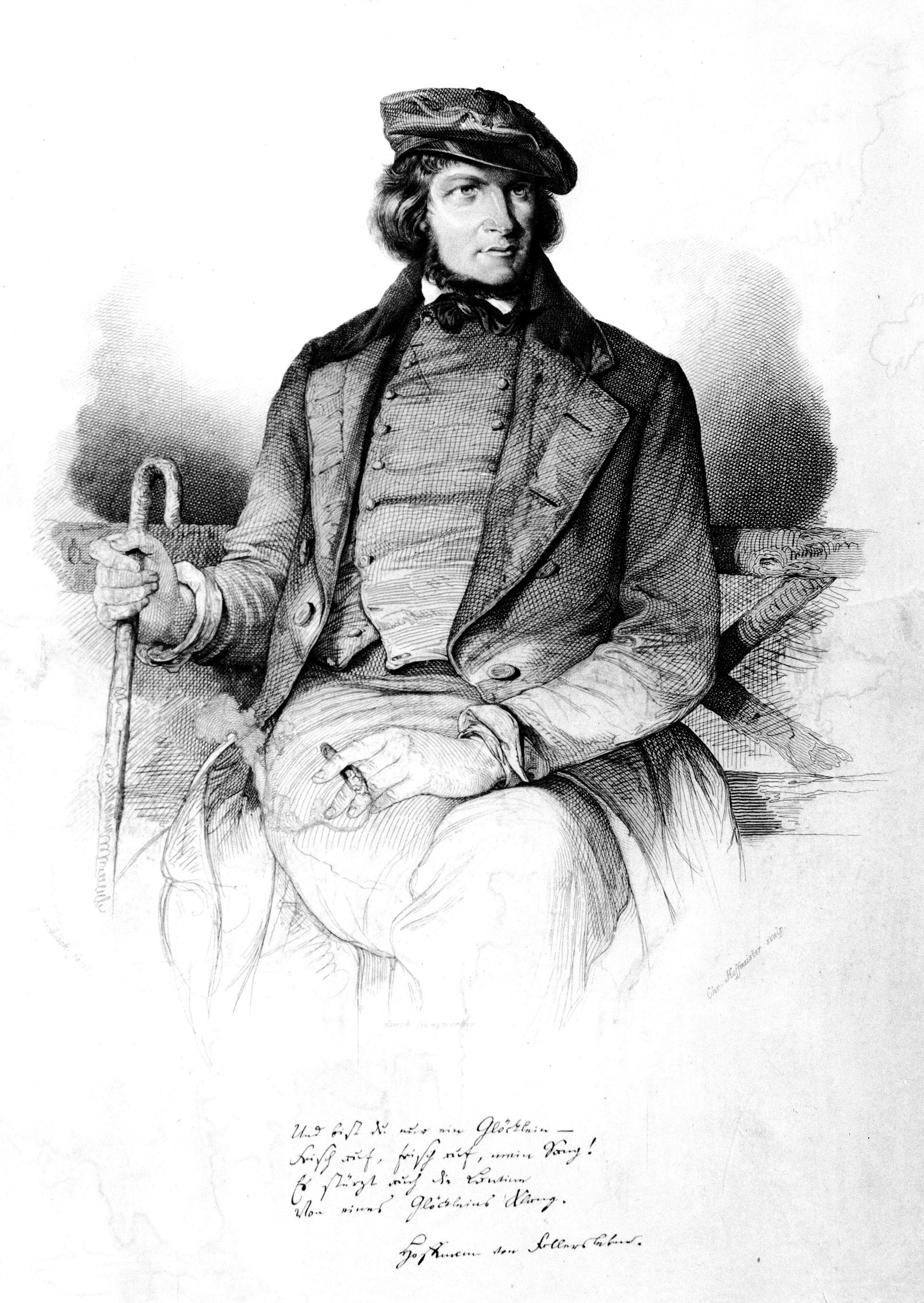
Heinrich Hoffmann von Fallersleben

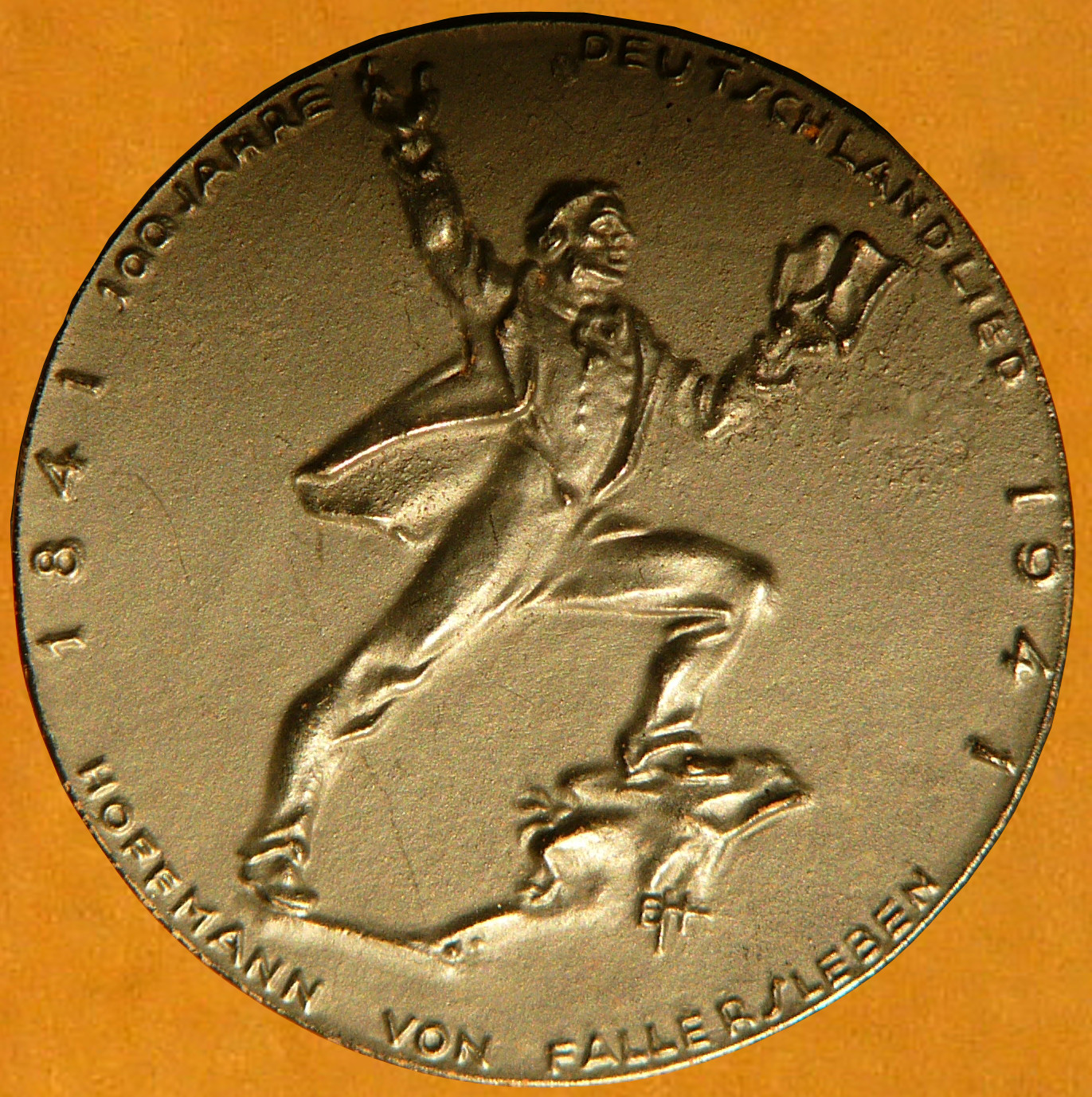
Plakette 100 Jahre Komposition „Deutschlandlied“ von Hanns Breitenbach

Hoffmann von Fallersleben wurde 1841 auf Helgoland von seinem Hamburger Verleger Julius Campe besucht, der ihm das Lied abkaufte. Er berichtet 1868 darüber:

„Am 28. August kommt Campe mit dem Stuttgarter Buchhändler Paul Neff. Er bringt mir das erste fertige Exemplar des zweiten Theils der U. L. [»Unpolitischen Lieder«] […]“

„Am 29. August spaziere ich mit Campe am Strande. ‚Ich habe ein Lied gemacht, das kostet aber 4 Louisd’or.‘ Wir gehen in das Erholungszimmer. Ich lese ihm: ‚Deutschland, Deutschland über Alles‘, und noch ehe ich damit zu Ende bin, legt er mir 4 Louisd’or auf meine Brieftasche. Neff steht dabei, verwundert über seinen großen Collegen. Wir berathschlagen, in welcher Art das Lied am besten zu veröffentlichen ist. Campe schmunzelt: ‚Wenn es einschlägt, so kann es ein Rheinlied werden. Erhalten Sie drei Becher, muß mir Einer zukommen.‘ Ich schreibe es unter dem Lärm der jämmerlichsten Tanzmusik ab, Campe steckt es ein, und wir scheiden.“

„Am 4. September bringt mir Campe das Lied der Deutschen mit der Haydn’schen Melodie in Noten, zugleich mein Bildniß, gezeichnet von C. A. Lill.“

### Uraufführung und Verwendung 1871–1945

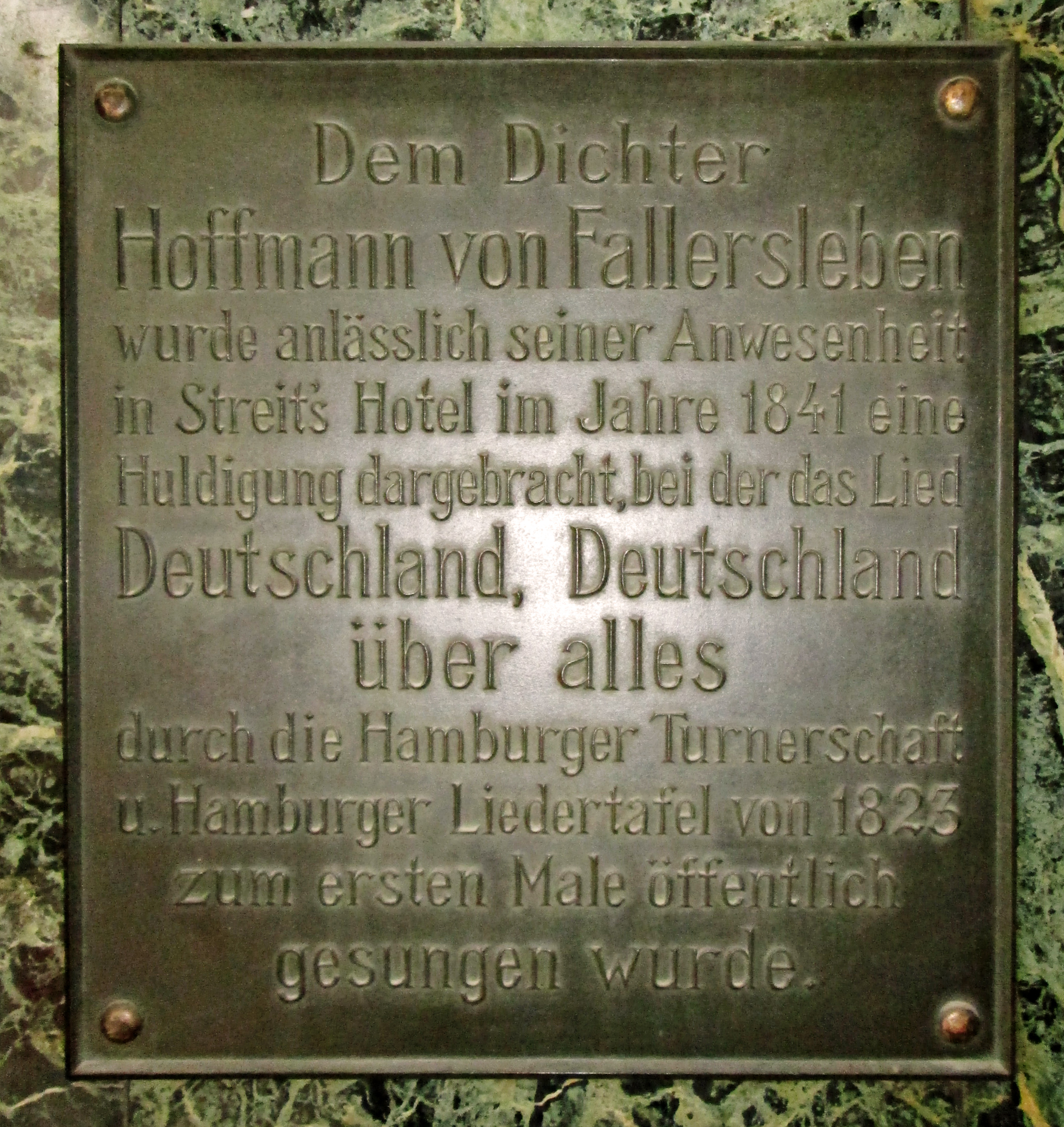
Gedenktafel am heutigen Streit’s-Haus zur Erinnerung an die erste öffentliche Aufführung des Liedes der Deutschen

Ab 3. Oktober 1841 hielt sich der liberale badische Politiker Karl Theodor Welcker in Streit’s Hotel am Jungfernstieg in Hamburg auf. Am 5. Oktober „abends 10 ½“ wurde ihm „ein Ständchen gebracht“. Im Beisein Hoffmanns sangen Mitglieder der Hamburger Liedertafel und der Hamburger Turnerschaft von 1816 „bei Fackelschein und mit Hornmusik“ des Hamburger Bürgermilitärs vor dem Hotel erstmals öffentlich „Deutschland, Deutschland über alles“. Der Hamburger Journalist François Wille brachte ein Hoch auf Welcker aus. Zum Schluss sang man Hoffmanns Deutsche Worte hör’ ich wieder (Rückkehr aus Frankreich) und Karl Follens Bundeslied „Brause, du Freiheitssang“, begrüßte Welcker und überreichte ihm das „Lied der Deutschen“.
Im folgenden Jahr nahm Hoffmann den Liedtext in seinen Band Deutsche Lieder aus der Schweiz auf. Obwohl Campe im Erstdruck den Hinweis „Text Eigentum des Verlegers“ angebracht hatte, wurde das Lied mangels damaliger Rechtsverbindlichkeit bald nachgedruckt und fand seinen Weg in zahlreiche Kommers- und andere Liederbücher.
In seiner Entstehungszeit war das Lied wenig beachtet, und zwar weil erstens mit der Beilegung der Orientkrise im Sommer 1841 die Kriegsgefahr gebannt war und zweitens das Lied nicht wie das Rheinlied ein Kampflied war, sondern mehr besinnlich als kriegerisch wirkte. Auch nach der Reichsgründung von 1871 wurde das bis dahin bereits in Preußen übliche Lied Heil dir im Siegerkranz im Sinne einer Nationalhymne verwendet und die Hymne Hoffmanns von Fallersleben durch die Krone als republikanisch abgelehnt. Beim Volk war zu dieser Zeit dagegen auch Die Wacht am Rhein beliebt. Eine offizielle Hymne gab es nicht. Das Lied der Deutschen war damals ein beliebtes patriotisches Lied unter mehreren. Bei einer offiziellen Gelegenheit wurde es erstmals 1890, bei der Feier anlässlich der Übernahme von Helgoland (infolge des Helgoland-Sansibar-Vertrags), aufgeführt. In der Folge dieses Vertrages gründete sich 1891 der Alldeutsche Verband, der die imperialen Expansionsbestrebungen aufnahm und kanalisierte und das „über alles in der Welt“ in diese Richtung interpretierte. Seitdem wertete man zunehmend auch in Großbritannien das „über alles“ als Zeichen des Expansionsstrebens. Wie Victor Klemperer später in seinem LTI – Notizbuch eines Philologen schrieb, gab es aber noch eine andere Deutung; für ihn drückten die Worte im Ersten Weltkrieg „nur die Wertschätzung des Gemüts, die der Patriot seinem Vaterland entgegenbringt“, aus.
Erst in der Weimarer Republik, am 10. August 1922, wurde das Lied der Deutschen mit allen drei Strophen vom sozialdemokratischen Reichspräsidenten Friedrich Ebert zur Nationalhymne erklärt.
Nach der Machtübernahme der Nationalsozialisten 1933 wurden die zweite und die dritte Strophe des Liedes der Deutschen nicht mehr bei öffentlichen Anlässen gesungen. Wenn die Nationalhymne gespielt und gesungen wurde, folgte in der Regel das Horst-Wessel-Lied, die Parteihymne der Nationalsozialisten; 1940 wurde dies Vorschrift. Das Ziel war die Symbolisierung der Einheit zwischen NSDAP und Staat. Mit dem Beibehalten wenigstens eines Teiles des Liedes der Deutschen knüpften die Nationalsozialisten aber nicht etwa an die Tradition der Weimarer Republik an: Vielmehr ging ihre Begeisterung für das Lied auf den Mythos von Langemarck zurück, nach dem deutsche Soldaten im Ersten Weltkrieg Deutschland, Deutschland über alles singend in die Schlacht gezogen sind. Die von den Nationalsozialisten verwendeten Symbole versuchten häufig, eine Kontinuität mit der Zeit vor der Weimarer Republik herzustellen. Dies gilt nicht nur für die Hymne, sondern bereits für den Begriff „Drittes Reich“. Die Hakenkreuzflagge der Nationalsozialisten griff die Farben Schwarz-Weiß-Rot auf, die Farben des Deutschen Reiches von 1871.
Nach Kriegsende verbot der Alliierte Kontrollrat zwar den Gebrauch charakteristischer „nazistischer oder militärischer Grußformen“, nicht aber das Lied der Deutschen oder auch nur dessen öffentlichen Gesang. Nur in der amerikanischen Zone war „das Singen oder Spielen […] irgendwelcher Militär- oder Nazi-Lieder oder […] deutscher National- oder Nazi-Hymnen“ untersagt. In der französischen und der britischen Zone gab es überhaupt kein Verbot. Eine Verordnung der Militärregierung vom 15. September 1945 verbot lediglich „das öffentliche Singen oder Spielen militärischer oder Nazi-Lieder oder Melodien“. 1949 wurden diese Verbote von der Alliierten Hohen Kommission aufgehoben.

### Die „vierte Strophe“ oder „Trotzstrophe“

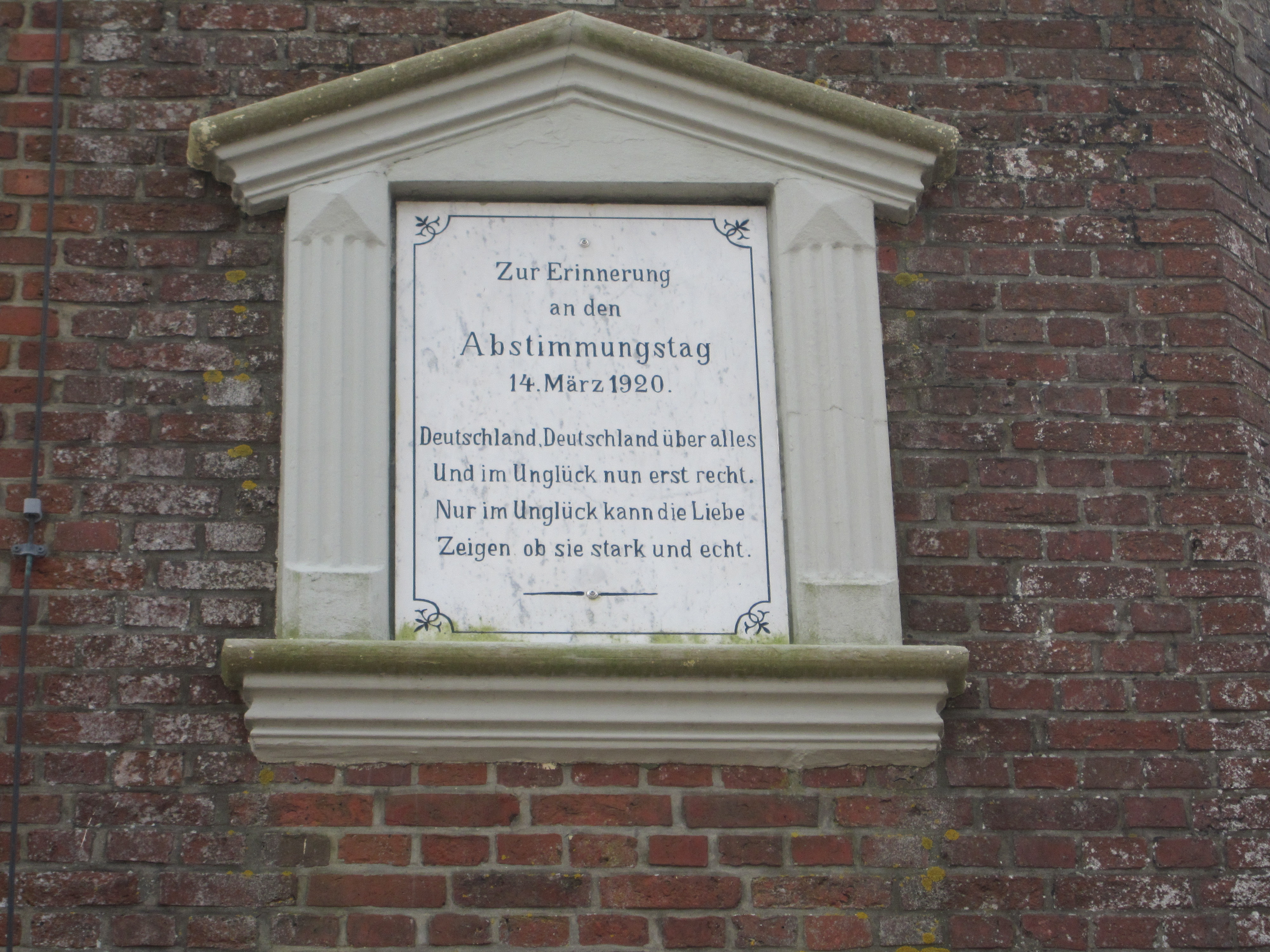
Die ersten vier Zeilen der „vierten Strophe“ auf einer Tafel am Glockenturm in Wyk auf Föhr, die zur Erinnerung an die Volksabstimmung in Schleswig (1920) angebracht wurde

1921 schrieb Albert Matthäi als Reaktion auf den verlorenen Weltkrieg und den Versailler Vertrag eine Ergänzung, die Aufnahme in das Liederbuch der Deutschen Kriegsmarine von 1927 fand und bis in die 1930er Jahre vor allem in Frontkämpferverbänden wie dem Stahlhelm und unter Deutschnationalen gesungen und von ihnen als „vierte Strophe“ bezeichnet wurde. Sie war jedoch nie Bestandteil der Nationalhymne.
Deutschland, Deutschland über alles

Und im Unglück nun erst recht.

Nur im Unglück kann die Liebe

Zeigen ob sie stark und echt.

Und so soll es weiterklingen

Von Geschlechte zu Geschlecht:

|: Deutschland, Deutschland über alles

Und im Unglück nun erst recht. :|

### Bundesrepublik Deutschland
Bereits am 18. April 1950 forderte Bundeskanzler Konrad Adenauer in einer Rede im Berliner Titania-Palast die Zuhörer auf, die dritte Strophe des Liedes der Deutschen zu singen. Das Lied der Deutschen wurde dann durch einen im Bulletin der deutschen Bundesregierung veröffentlichten Briefwechsel zwischen Bundeskanzler Adenauer und Bundespräsident Theodor Heuss im Mai 1952 offiziell zur Nationalhymne der Bundesrepublik. Darin erklärte Heuss, dass er „der Bitte der Bundesregierung nachkomme“, die durch Adenauer „erneut“ darum gebeten hatte, „das Hoffmann-Haydn’sche Lied als Nationalhymne anzuerkennen. Bei staatlichen Veranstaltungen soll die dritte Strophe gesungen werden.“
Dennoch wurde Bundeskanzler Konrad Adenauer bei seinem ersten Staatsbesuch 1953 in Chicago mit dem Kölner Karnevalslied Heidewitzka, Herr Kapitän anstatt einer Nationalhymne begrüßt. Auch ein anderes Lied von Karl Berbuer, der Trizonesien-Song – eine Anspielung auf die drei Besatzungszonen der Westmächte –, wurde zuvor bei offiziellen Empfängen gespielt.
Der Literaturwissenschaftler Jost Hermand äußerte sich noch 1979 kritisch zum Lied der Deutschen:

„Dieses Gedicht hat nun einmal nicht nur eine Intention, sondern auch eine Rezeption. Und die ist eindeutig negativ. Schließlich hat man es seit 1914 so stark mit falschen Gehalten aufgeladen und angeheizt, daß seine Herkunft allmählich immer unwichtiger wurde.“

Nach der deutschen Wiedervereinigung am 3. Oktober 1990 wurde nur die dritte Strophe des Liedes der Deutschen Nationalhymne des vereinigten Deutschland. Bundespräsident Richard von Weizsäcker schrieb Bundeskanzler Helmut Kohl in einem Brief vom 19. August 1991: „Die 3. Strophe des Liedes der Deutschen von Hoffmann von Fallersleben mit der Melodie von Joseph Haydn ist die Nationalhymne für das deutsche Volk.“ Kohl stimmte dem mit Schreiben vom 23. August 1991 „namens der Bundesregierung“ zu. Der Briefwechsel wurde zunächst im Bulletin der Bundesregierung vom 27. August 1991 veröffentlicht und als Bekanntmachung vom 19. November 1991 dann noch einmal im Bundesgesetzblatt Nr. 63 vom 29. November 1991.
Als staatliches Symbol und Verfassungswert ist die dritte Strophe des Liedes der Deutschen als Nationalhymne gemäß § 90a StGB gegen Verunglimpfung geschützt. Der strafrechtliche Schutz ist aber dadurch eingeschränkt, dass Autoren von Nachdichtungen sowie Parodien der Nationalhymne sich ihrerseits unter Umständen auf die Kunstfreiheit nach Art. 5 Abs. 3 Grundgesetz berufen können.
Das Singen des Liedes wurde zwar nach dem Zweiten Weltkrieg von den amerikanischen Militärbehörden für kurze Zeit verboten, jedoch stellt heute das Abspielen oder Singen der ersten und zweiten Strophe – die offiziell kein Teil der Nationalhymne sind – keine strafbare oder verbotene Handlung dar; allerdings wird das Singen insbesondere der ersten Strophe in der öffentlichen Meinung zuweilen als Ausdruck einer nationalistischen Einstellung gewertet.

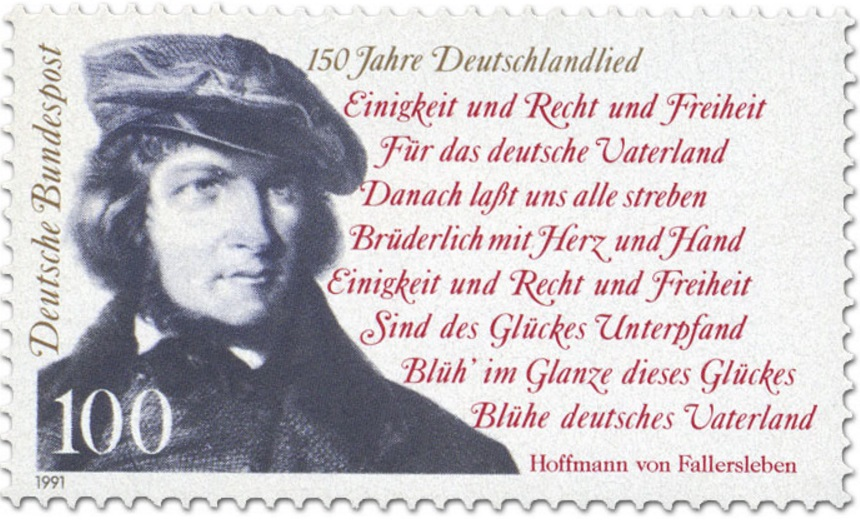
Briefmarke Lied der Deutschen

175 Jahre nach Dichtung und Erstaufführung des Liedes wurde am 6. Oktober 2016 eine 20-Euro-Gedenkmünze vom Bundesministerium der Finanzen herausgegeben, auf deren Vorderseite ein Porträt von Hoffmann von Fallersleben mit dem Text EINIGKEIT UND RECHT UND FREIHEIT zu sehen ist. Der Rand ist mit … SIND DES GLUECKES UNTERPFAND und 175 Jahre Deutschlandlied beschriftet. Sie hat einen Durchmesser von 32,5 mm, einen Silberanteil von 92,5 % und die Prägequalität „Stempelglanz“. Am selben Tag veröffentlichte das Ministerium über die Deutsche Post AG zudem eine Sonderbriefmarke zu 70 Cent, auf der die Nationalhymne zu lesen ist. Vorgestellt wurden beide auf Helgoland am 26. August 2016 durch Werner Gatzer, Staatssekretär im Bundesministerium der Finanzen. Ausgegeben wurde die Marke am 6. Oktober. Bereits 1991 erschien zum 150-Jahr-Jubiläum eine Lied und Dichter würdigende Sonderbriefmarke.

## Manuskript
Der Nachlass des Dichters und Philologen Hoffmann von Fallersleben gelangte 1903 durch seinen Sohn in die Königliche Bibliothek, die heutige Staatsbibliothek zu Berlin. Ein Teil dieses Nachlasses wurde im Zweiten Weltkrieg zum Schutz vor Kriegszerstörung in das schlesische Kloster Grüssau ausgelagert und gelangte nach Ende des Krieges, als das Gebiet östlich von Oder und Lausitzer Neiße unter polnische Verwaltung kam, in polnischen Besitz. Dieser Teilnachlass befindet sich heute in der Biblioteka Jagiellonska in Krakau und gehört dort zu den Berliner Beständen, den sogenannten Berlinka. In dem kleineren Teil des Nachlasses, der weiterhin in der Handschriftenabteilung der Staatsbibliothek zu Berlin aufbewahrt wird, befindet sich eine eigenhändige Handschrift des Deutschlandliedes mit der Signatur „Nachl. Hoffmann v. Fallersleben 70“.
Ob diese Handschrift, die das eigenhändige Datum 26. August 1841 trägt, die Originalhandschrift (die Urschrift) des Liedes der Deutschen ist, lässt sich nicht feststellen. Eine weitere eigenhändige Handschrift des Liedes der Deutschen mit der gleichen Datierung findet sich in der Stadt- und Landesbibliothek Dortmund.